# Cryptocoryne bullosa
Cryptocoryne bullosa là một loài thực vật có hoa trong họ Ráy (Araceae). Loài này được Becc. mô tả khoa học đầu tiên năm 1878.